# Another Monday
Another Monday (deutsch ein weiterer Montag) ist eine deutsche Science-Fiction/Mystery-Fernsehserie im Auftrag von ZDFneo (Neoriginal). Die Figuren durchleben ständig denselben Montag (Motiv Zeitschleife). Doch zunächst erkennen das nur diejenigen, die an diesem Tag Todesangst ausgestanden hatten. Die erste Staffel besteht aus sechs 45-minütigen Folgen und wurde am 11. und 12. Oktober 2022 in Blockprogrammierung erstausgestrahlt.

## Figuren
- Freya Hüller ist die unglückliche Ehefrau eines gewalttätigen Psychotherapeuten. Sie trägt die Schuld am Tod ihres Sohnes und will ihre Familie verlassen.
- Moritz Becker ist Polizist. Er hat eine Frau überfahren und ist seitdem freigestellt und in psychologischer Behandlung. Er beabsichtigt einen Suizid.
- Sophie Nolting ist eine hochschwangere Krankenschwester. Sie arbeitet im Krankenhaus und erleidet eine Fehlgeburt.

In Nebenrollen sind zu sehen:
- Ulrich Brandhoff: Malte Hüller, Ehemann von Freya
- Emilie Neumeister: Charlie Hüller, Tochter von Freya
- Thomas Niehaus: Paul Sörnsen, Polizist und Kollege von Moritz
- Aybi Era: Nazan Sawari, Assistenzärztin
- Adrian Julius Tillmann: Caspar Lohse, Freund von Freya
- Vanida Karun: Klara
- Jörn Grosse: Pfleger Thomas
- Tom Böttcher: Pfleger Andi
- Dorothee Sturz: Dr. M. Pedersen
- Aleksan Cetinkaya: Arzt Pathologe
- Giovanna Nodari: Marcia Rossi
- Riccardo Campione: Elias, Freund von Charlie
- Carla Njine: Vio, Freundin von Charlie
- Vedat Erincin: Eric Haase, Patient im Krankenhaus
- Melanie Adler: Frau Bräuer
- Mirko Thiele: Moderator Hafenfest
- Jörg Witte: Arne Thomé
- Samuel Weiss: Sam Schwarz
- Christoph Jöde: Ralle Müller
- Lennart Herrmann: Nils
- Dilara Braun: Polizistin
- Danilo Kamperidis: Kim
- Jörn Knebel: Dr. Morten Rainer
- Imke Büchel: Frau Baraniak, MRT-Patientin
- Kim Josephine Biebow: MRT-Angestellte
- Benjamin Schroeder: Pförtner
- Robert Zimmermann: Fabian, Freund von Sophie
- Artemio Tensuan: Patient

## Episodenliste
| Nr. | Originaltitel    | Erstausstrahlung ZDFneo | Regie                       | Länge |
| --- | ---------------- | ----------------------- | --------------------------- | ----- |
| 1 | Das Erwachen     | 11. Okt. 2022           | Nathan Nill                 | 45    |
| Moritz Becker setzt seinem Leben ein Ende und springt aus dem Fenster. Freya Hüller verlässt heimlich ihre Familie und fährt nach Turin in die Wohnung eines Freundes. Als sie dort ankommt, beginnt der vorige Tag erneut und sie findet sich in den Armen ihres Ehemannes wieder, am Montag, dem 12. September. Dies betrifft auch Moritz Becker, einen Patient ihres Ehemanns, der plötzlich wieder am Leben ist. (Der Tag startet dreimal neu.) |                  |                         |                             |       |
| 2 | Schlaflos        | 11. Okt. 2022           | Esther Bialas               | 46    |
| Auch die Krankenschwester Sophie ist von der Zeitschleife erfasst. Zunächst will sie das nicht wahrhaben und arbeitet weiter im Krankenhaus. Einem Patient, der zunächst jeden Tag immer wieder stirbt, rettet sie schließlich das Leben. Moritz und Freya vermuten, dass alle, die in der ersten Zeitschleife durchgehend wach waren, sich der Wiederholungen bewusst sind. Sophie berichtet, dass sie nach einem Fahrradunfall eine Frühgeburt hatte. Sie weiß nicht, ob das Baby überlebte. (Der Tag startet zweimal neu.) |                  |                         |                             |       |
| 3 | Der Wiedergänger | 11. Okt. 2022           | Nathan Nill                 | 45    |
| Das Ratespiel in der morgendlichen Radiosendung, in welchem Land Sigmund Freud geboren wurde, findet nicht statt. Freya und Moritz vermuten einen weiteren „Erwachten“ und suchen den Radiomoderator auf, dessen Fahrrad gestohlen wurde, was sonst nicht passierte. Mit Hilfe von Moritz Polizeikollegen Sörnsen checken sie die Überwachungskamera des Imbisses neben der Fahrradabstellanlage und finden die Adresse der Frau, die den Imbissbesitzer ablenkte. Doch als Ursprung der neuen Ereigniskette stößt Moritz auf sich selbst. Bei der Recherche nach einer weiteren Veränderung stellt sich Moritz dem Vater der Frau, die er bei einem Verkehrsunfall getötet hat. Dabei stürzt er vom Balkon und stirbt. (Der Tag startet einmal neu.) |                  |                         |                             |       |
| 4 | Widerstand       | 12. Okt. 2022           | Esther Bialas / Nathan Nill | 47    |
| Freya weiß noch nicht, dass ihre Tochter Charlie und deren Kumpel Elias ebenfalls „erwacht“ sind. Beide genießen es, dass ihre Handlungen keine Konsequenzen haben. Elias gibt eine Party mit dem Geld von der Kreditkarte seines Vaters. Er springt aus großer Höhe ins Wasser unbekannter Tiefe. Freya und Sophie vermuten eine Epidemie, weshalb Freya ein MRT von sich machen lässt, doch sie ist völlig gesund. Stattdessen lassen sich Veränderungen im Hirn anderer Menschen feststellen, die nicht „wach“ sind. Durch Befragung von Sophies Patienten Eric Haase kommt Freya auf die Idee, dass alle „Erwachten“ zuvor Todesangst ausstehen mussten. Sie unternimmt einen Tierversuch und versucht, ihre Hündin Daphne zu ersäufen. Die beißt ihr in die Hand und entkommt. In der nächsten Zeitschleife kann sich der Hund an den Vorfall erinnern, ist ihr feindselig gesinnt und beißt sie erneut. (Der Tag startet zweimal neu.) |                  |                         |                             |       |
| 5 | Grenzen          | 12. Okt. 2022           | Esther Bialas               | 47    |
| Charlie findet heraus, dass Freya sie und ihren Vater verlassen wollte. Aus Verzweiflung nimmt sie Drogen mit Alkohol zu sich und legt sich am Ufer ins Wasser, wobei sie ertrinkt. Sophies Patient Eric Haase verhindert diesmal, dass sie ihm das Leben rettet. Moritz erfährt von seinem Polizeikollegen Sörnsen, dass dieser mehr weiß als alle anderen. In der nächsten Zeitschleife versucht Charlie vergeblich, ihrem Vater Malte ihre Probleme zu schildern. Dabei stürzt Malte versehentlich die Treppe herunter, wird schwer verletzt und benötigt medizinische Hilfe. Doch anstatt den Rettungsarzt zu informieren, lässt Charlie ihn sterben, damit er in der nächsten Schleife auch ein „Aufgewachter“ ist. (Der Tag startet einmal neu.) |                  |                         |                             |       |
| 6 | Das Wiedersehen  | 12. Okt. 2022           | Nathan Nill                 | 47    |
| Freya fährt noch einmal nach Turin und findet heraus, dass es dort viel mehr „Erwachte“ gibt als in ihrer Umgebung. In manchen Orten randalieren Menschen und zerstören willkürlich Autos. Charlie, die ihren Vater sterben ließ, wird von der Polizei verhört. Becker überredet Sophie zu einer medikamentös provozierten Frühgeburt. Um ihr Hoffnung zu machen, legt er ihr daraufhin ein fremdes Baby in den Arm und redet ihr erfolgreich ein, dass es ihr eigenes sei. Nach dem nächsten Erwachen ist zwar Malte wieder am Leben, aber nach einem überraschenden Regenguss wissen plötzlich alle Menschen Bescheid und sind völlig beunruhigt. (Der Tag startet einmal neu.) |                  |                         |                             |       |